# Dyrzela tumidimacula
Dyrzela tumidimacula là một loài bướm đêm trong họ Noctuidae.